# James Martin Quinn
James Martin Quinn (Belfast, 18 de novembre 1959) fou un futbolista d'Irlanda del Nord.
Jimmy Quinn va tenir una llarga carrera, normalment a clubs petits, de més de 20 anys. Destacà a clubs com el Swindon Town (1981–1984, 1986–1988 i 1999–2000), Blackburn Rovers (1984–1986), Leicester City (1988–1989), West Ham United FC (1989–1991) i el Reading (1992–1997). Amb aquest darrer club fou màxim golejador de la segona divisió anglesa amb 40 gols la temporada 1993-94. En total jugà 578 partits a la Football League, en els quals marcà 210 gols.
Fou internacional amb Irlanda del Nord durant 11 anys, disputant un total de 48 partits i marcant 12 gols.
Posteriorment fou entrenador de diversos clubs com el Reading, Swindon Town, Northwich Victoria o el club noruec del Egersund.